# محمد بن رجب
محمد بن رجب  ولد في 7 أكتوبر 1943 في قليبية، هو سياسي تونسي.

## السيرة الذاتية
ولد محمد بن رجب في قليبية، وزاول تعليمه العالي في كلية العلوم بتونس، قبل أن يتوجه للعمل لدى الحرس الوطني ابتداءً من 1965. في هذا الإطار، باشر تكوينا في كلية الدراسات العليا للدرك ببلجيكا، ثم في كلية الشرطة العليا بالقاهرة، ثم في كلية الدراسات العليا للشرطة في باريس، وذلك إضافة لتربص لدى الأكاديمية الدولية للشرطة بواشنطن العاصمة.

في 1970، انتقل للعمل على الحدود التونسية الليبية، ثم في 1973 تحول إلى الحدود التونسية الجزائرية، وذلك قبل أن يعين في منصب مدير الحدود في الإدارة العامة للحرس الوطني. في 1978، عين مديرا للأمن العام لدى نفس الإدارة، ثم مفتش عام لمصالح الحرس الوطني في 1979.

عين في 1980 في منصب والي، وشغله لمدة تزيد عن 13 سنة، عرف من خلالها بزياراته المتكررة وتشجيعه على الزراعة المروية، خاصة في سيدي بوزيد، حيثت وصلت عمليات حفر آبار مياه الري في ولايته لعدد زائد عن الحاجة، مهددا بذلك استنفاد مستوى المياه الجوفية ولكن مساهما في تنمية قطاع الزراعة في الولاية.

شغل محمد بن رجب منصب والي على الولايات التالية:
- ولاية سيدي بوزيد: بين 8 مايو 1980 و24 يوليو 1986.
- ولاية سليانة: بين 24 يوليو 1986 و13 فبراير 1988.
- ولاية قفصة: بين 13 فبراير 1988 و2 يوليو 1991.
- ولاية بنزرت: بين 2 يوليو 1991 و15 يونيو 1993.

في 13 يونيو 1993، عين كوزير للفلاحة في حكومة حامد القروي. عند التحوير الوزاري ل22 يناير 1997، غيرت حقيبته الوزارية وأصبح يشغل منصب وزير الداخلية في نفس الحكومة، وذلك حتى 9 أكتوبر 1997. بعد مغادرته لهذا المنصب، عين على رأس عدة مؤسسات عمومية. في 2015، طلب منه رئيس الحكومة الحبيب الصيد أن ينضم لفريق مستشاريه.

## مقالات ذات صلة
- حكومة حامد القروي